# Rhynchospora depressirostris
Rhynchospora depressirostris är en halvgräsart som beskrevs av Mark T. Strong. Rhynchospora depressirostris ingår i släktet småag, och familjen halvgräs.
Artens utbredningsområde är Puerto Rico. Inga underarter finns listade i Catalogue of Life.